# Hungerbarnet
Hungerbarnet (ISBN 9788702015409) er en roman for børn og unge skrevet af den danske forfatter Cecil Bødker. Romanen er udgivet på forlaget Gyldendal i 1990. Bogen blev genudgivet i 2002.
Hungerbarnet blev i 2002 filmatiseret under tilten Ulvepigen Tinke.
Bogen handler om en fattig daglejerdreng på 11 år, Larus. Larus skal ud og tjene, og under opholdet møder han den forældreløse pige Tinke som er 8/9 år. Sammen modstår de omgivelsernes hårdhændede behandling.
| Bog | Spire Denne artikel om bøger og tidsskrifter er en spire som bør udbygges. Du er velkommen til at hjælpe Wikipedia ved at udvide den. |